# Суртанды
Суртанды (баш. Аҡбейек) — горный хребет на Южном Урале. Находится на территории Белорецкого района Башкортостана.
Хребет Суртанды относится к хребтам Башкирского (Южного) Урала и входит в горный массив Крака. Хребет растянулся между реками Белой и Большой Рязью в Белорецком районе РБ.
Длина — 13 км, ширина 3 км, высота — 1045 м. В хребет входит несколько вершин высотой 1038 м, 967 м, 693 м и 668 м.
Рельеф среднегорный с долинами и оврагами, со скалистыми склонами.
На северо-востоке хребет переходит в хребет Акбиик, на юге — в хребет Астой.
Хребет Суртанды сложен из пород кракинского тектонического комплекса. Даёт начало рекам М. и Б. Саргая, Суртанды (притоки Белой), Правая Саранга (бассейн реки Узян (Северный Узян)).
Ландшафты — лиственничные и сосновые леса.